# バサースト湾
座標: 南緯43度20分30秒 東経146度10分30秒 / 南緯43.34167度 東経146.17500度

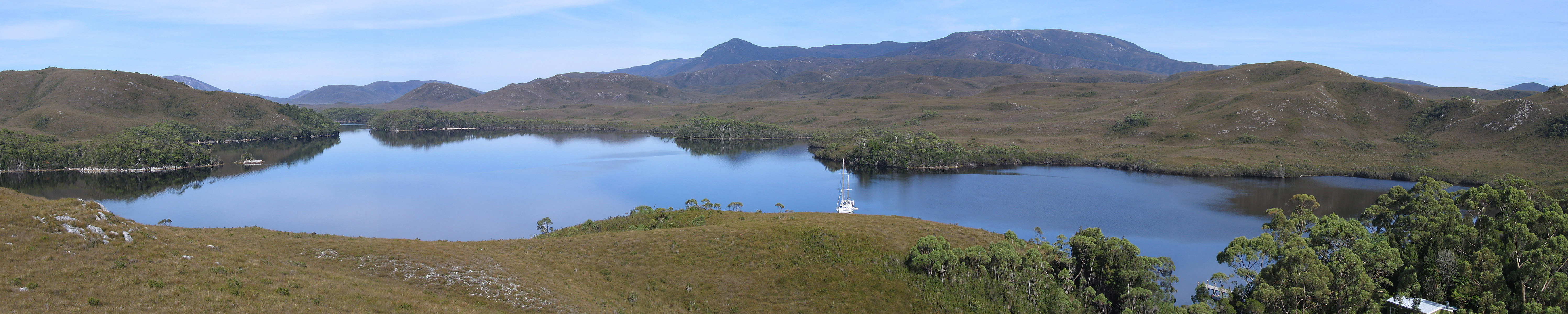
バサースト湾

■オリーブドラブ系色で塗り潰された範囲がサウスウェスト国立公園指定地域。指定地域内で一番目立っている水域がバサースト湾。

バサースト湾（バサーストわん、英: Bathurst Harbour）は、オセアニア南部の、タスマニア島南西部に所在する、内陸に深く入り込んだ湾。数河川が流入し、バサーストチャネル、ポートデイヴィーを通じてインド洋最東端域へつながる。
行政区分上では、オーストラリア連邦タスマニア州南西タスマニアの一地域であるサウスウェストウィルダネスの南部に位置しており、サウスウェスト国立公園を構成する地域の一つである。サウスウェストウィルダネスを擁する同国立公園は、1982年付でユネスコ世界遺産（複合遺産）「タスマニア原生地域」の主要構成地域になっている。
漣（さざなみ）ひとつ無い穏やかな汽水域である。水は川から流入する大量のタンニンによって赤褐色に染まっており、浅い水域でありながら深海生物が棲息する世界的にも稀有な生物相が形成されていることで知られる。その意味では、オセアニアの生態系に関するユネスコ世界遺産（自然遺産）としても評価される。

## 概要
水が赤褐色に染まっていることが大きな特徴。水が赤いため、光が減衰する（赤色は青い光も吸収するため、光が届かず暗くなる）。水深約5メートルが通常の海の水深200メートルから500メートル辺りに相当する暗さになっており、水深わずか8メートルで光が届かなくなる安定した環境は、その意味では深海の世界と相通じるところがある。そのため、普通は深海生物（深海魚やテヅルモヅルなど深海の様々な生物）と理解されている様々な生物が棲息しているほか、サンゴの原始的な種も数多く棲息しており、あたかも太古より取り残されたかのような生物相が形成されていることで知られている。
バサースト湾の水が赤い理由は、湾に流れ込む川の水が赤いからである。主要な流入河川としては、最も大きいオールド川のほか、ノース川、レイ川がある。これらの川の周囲には湿原が広がっており、そこにはタスマニア島内に多く群生しているイネ科のボタングラスが繁茂している。この植物の茎や葉にはタンニンが多く含まれているが、地域一帯の気候は低温のため、植物は枯れても分解が進まない。分解が進まないまま大量に蓄積される植物遺体が含有するタンニンは、降水（※降雨を主とする空から地表への水の移動）を一つの起点とする水循環によって土壌に染み出し、土壌から川へ流入するが、川の水に混ざることで水に含まれる酸素と化学反応を起こし、その際のタンニンの性質として赤褐色（俗な表現をすれば紅茶色）に変色する。上流でタンニン成分の多い植物が繁茂するならどのような川でもタンニンは含まれるが、この地域ではあまりにも量が多いため、川の流れは目に見えて赤褐色に変わるのである。この川の水がバサースト湾へと流れ込むと、淡水である川の水は比重が軽いため、比重の重い湾内の海水の上に層を作る。そのうえ、湾内は波が起こりにくい安定した環境にあるため、上層の淡水域と下層の海水域は攪拌されにくく、各層が環境的に安定している。このようにして光を遮る上層が恒常的に保たれるため、タンニンを含まない下層にも光は届かず、水域全体の多くの部分が深海にも似た暗い環境を保ち続ける。なお、湾内に波が起こりにくい原因としては、湾の入り口が幅500メートル程度と狭いことと、外海（インド洋）につながる部分に島があることから、外海の大きな波が湾内に入り込まないのが大きい。
ただ、深海と相通じる環境がここに形成されたからとは言え、深海生物がどのような経緯で棲み着くことになったかについては、学術的に判明していない。少なくとも、ここに棲む深海生物はどれも、ここで一から深海適応種へ進化したものではない。